# Josu Sarriegi
Josu Sarriegi Zumarraga (Lazkao, 19 gennaio 1979) è un ex calciatore spagnolo, di ruolo difensore.

## Carriera
Nel corso della UEFA Champions League 2008-2009, contro l'Inter, ha realizzato la sua prima rete nella massima competizione europea il 26 novembre 2008.

## Palmarès

### Club

#### Competizioni nazionali
- Campionato greco: 1

Panathīnaïkos: 2009-2010
- Coppa di Grecia: 1

Panathīnaïkos: 2009-2010